# 廣達電腦
廣達電腦（英語：Quanta Computer，臺證所：2382）是中华民国的筆記型電腦、平板電腦、伺服器、工業電腦、及雲端軟硬體整合大廠，歷年皆為美國財星全球500大及美國富比士世界2000大企業之一，也是美国《财富》杂志2021年评选的全球最大500家公司的排行榜中的第324名；歷年亦同時在台灣千大製造業調查中名列前茅，2012年列名第2。
媒體常將緯創、仁寶、和碩聯合、英業達與廣達合稱為「電子代工五哥」。

## 概要

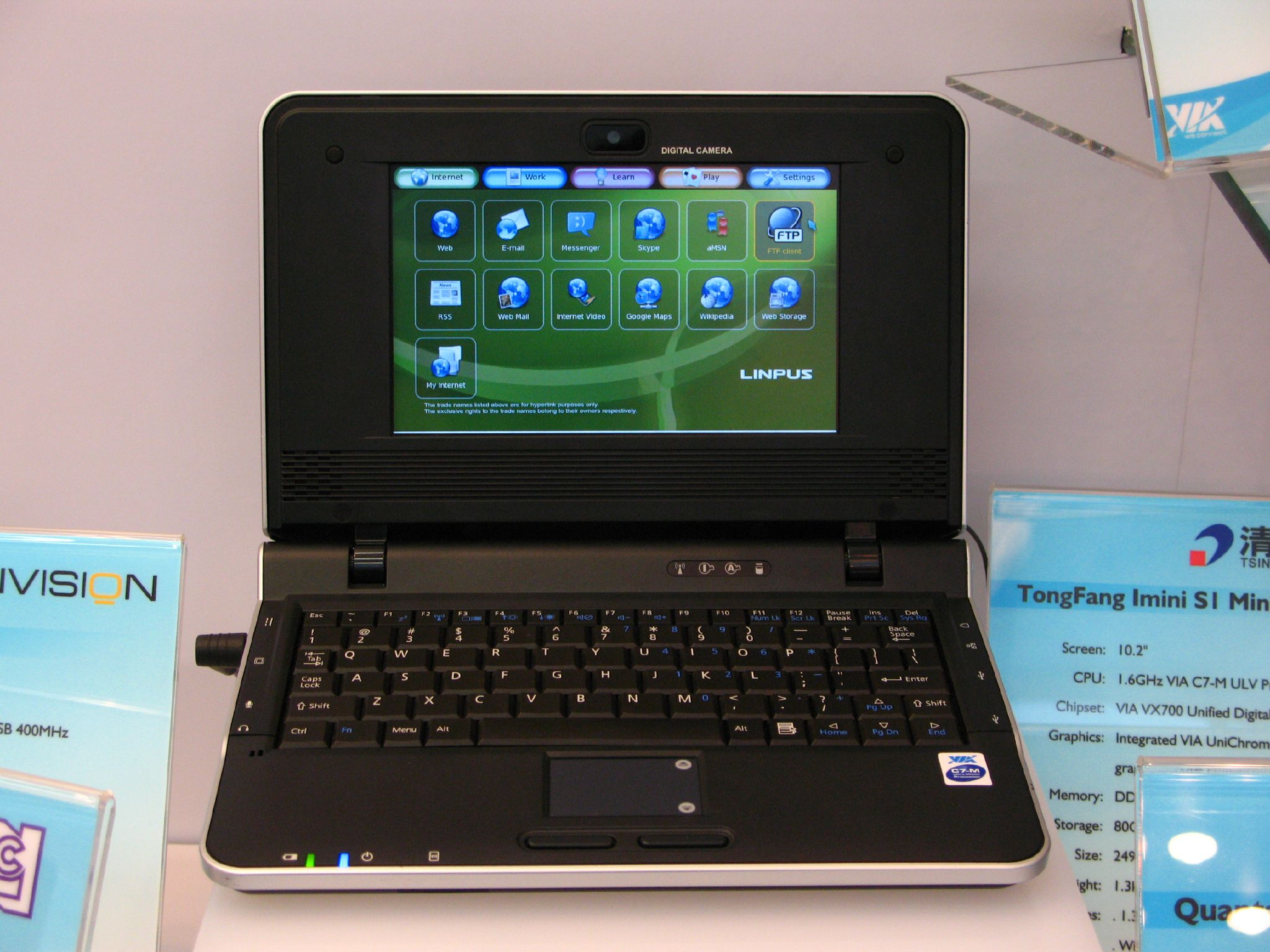
廣達ILI小筆電

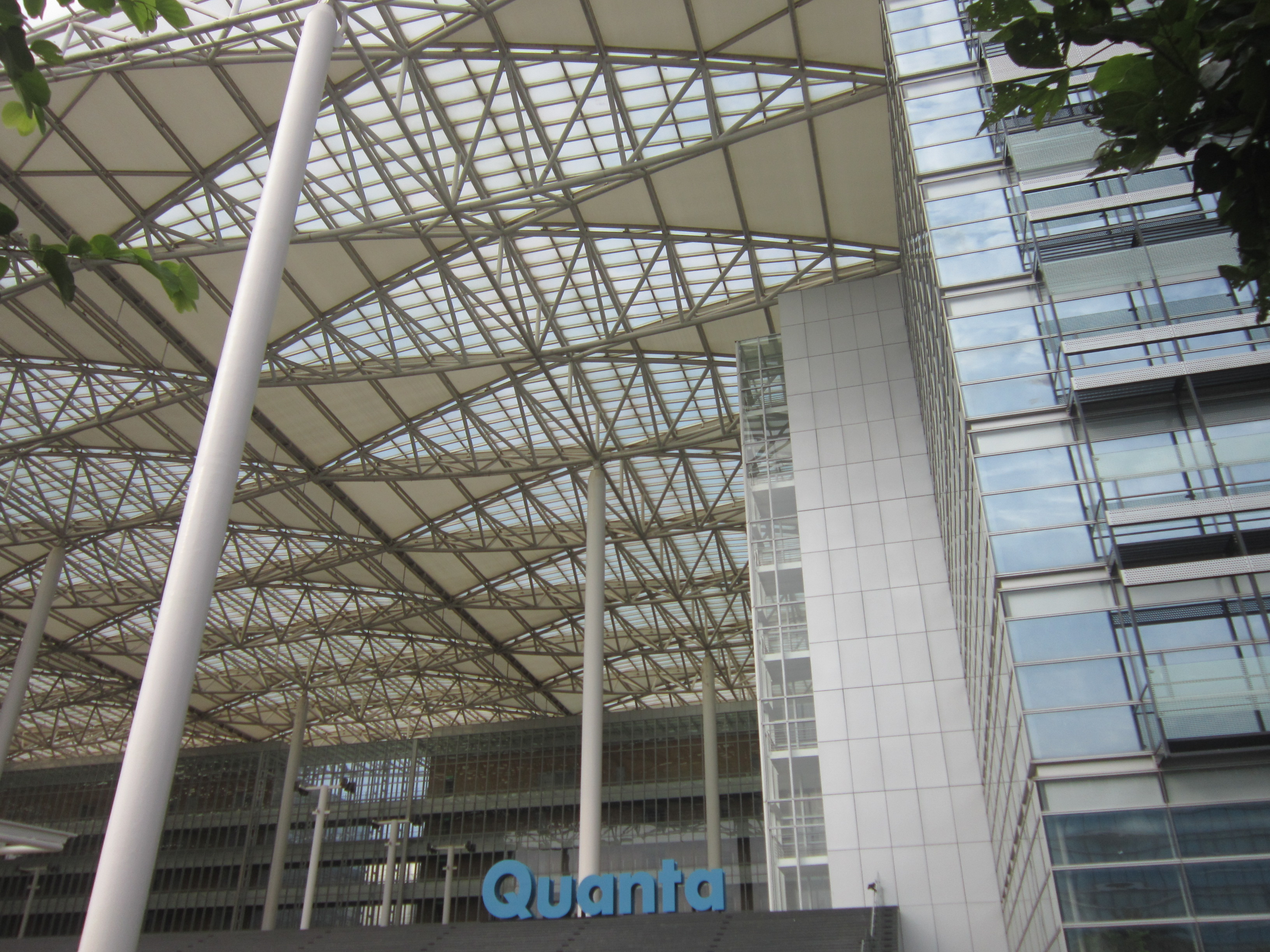
華亞科技園區廣達電腦研發總部大堂入口

廣達電腦成立於1988年，最初設址於台灣台北市士林區，1999年遷至桃園市龜山區。2000年起生產線逐漸遷至中國大陸，目前有上海市松江區製造城（QSMC）、常熟製造城（CSMC）、重庆沙坪坝区制造城（QCMC），目前在台灣僅留行政與研發。2006年，廣達研發中心於桃園市龜山區華亞科技園區落成，並設總部於此，可容納數千位研發工程師。
廣達電腦為專門的ODM、OEM代工廠，代工客戶有華碩、宏碁、IBM、HP、戴爾、蘋果電腦、Toshiba、Sony、聯想集團（Lenovo）等；而在雲端軟硬體整合產品上，有雲達QCT（完整伺服器、儲存、網通設備整合）等品牌，目前QCT在全球大型雲端資料中心(前50大)市占率超過五成。此外，廣達電腦2005年營業額突破新台幣4000億元，2010年營業額突破新台幣1兆元。
廣達電腦的關係企業有廣輝電子、廣明光電、鼎天國際、達威電子、控創科技等。2006年4月，廣達電腦董事長林百里宣布廣輝電子與友達光電合併，廣輝成為消滅公司；同年2月，廣達成立達威電子，負責廣達集團旗下無線網路通訊產品；同年7月，廣達宣佈以1比1.25換股方式將鼎天國際加入廣達集團，負責GPS產品，董事長由廣達電腦總經理梁次震出任。2008年，廣達入股德商肯創（Kontron AG）之台灣分公司控創科技，成為控創科技第一大股東，並與肯創結盟推出工業電腦品牌「Quanmax」。

## 全年產品出貨量
2014年，筆電總出貨量為4,850萬台。

## 外部連結
- （繁體中文）廣達電腦 （页面存档备份，存于）
- （简体中文）广达电脑
- （英文）Quanta Computer （页面存档备份，存于）
- （繁體中文）全球500大 鴻海擠進32名 （页面存档备份，存于）工商時報.2014-07-09
- （繁體中文）《富比士》全球2千大企業 台47家 鴻海最強 （页面存档备份，存于）蘋果日報.2014-05-09
- （繁體中文）2013年《財富》全球500強排名 （页面存档备份，存于）MBA智库百科
- （繁體中文）2014年《財富》全球500強排名 （页面存档备份，存于）MBA智库百科
- （繁體中文）《天下雜誌》2012 年 1000 大調查 結果出爐.天下雜誌新弭稿
- 廣達電腦股份有限公司 - 台灣公司資料 （页面存档备份，存于）

25°2′59.8″N 121°22′30.8″E / 25.049944°N 121.375222°E